# Hydrornis elliotii
La pitta ventre a barre o pitta di Elliot (Hydrornis elliotii (Oustalet, 1874)) è un uccello passeriforme della famiglia dei Pittidi.

## Etimologia
Il nome scientifico di questi uccelli è stato scelto in omaggio all'ornitologo Daniel Giraud Elliot, mentre il loro nome comune è legato alla loro colorazione.

## Descrizione

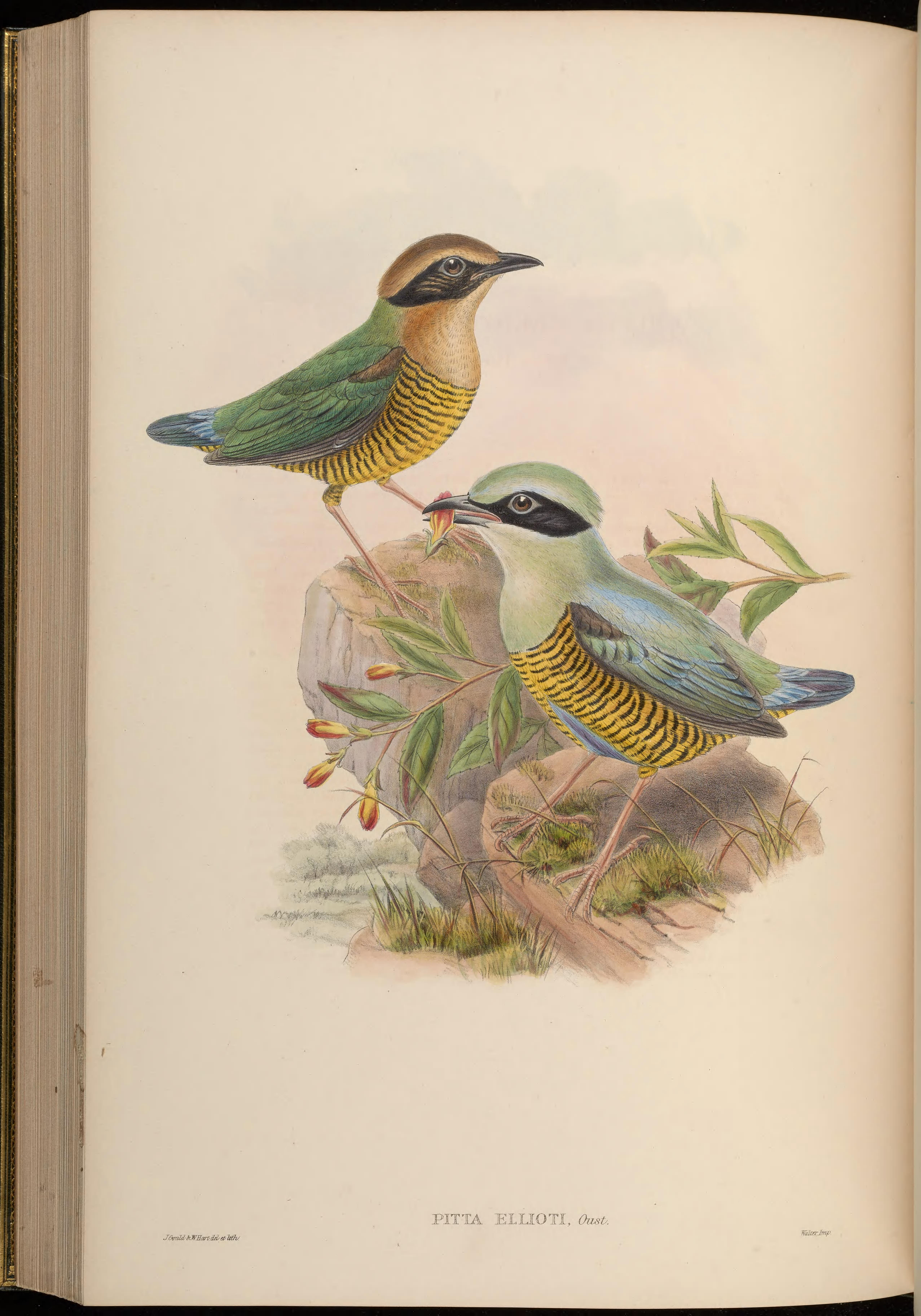
Illustrazione con un maschio (in primo piano) e una femmina.

### Dimensioni
Misura una ventina di centimetri di lunghezza, coda compresa.

### Aspetto
Questi uccelli hanno un aspetto massiccio e paffuto, con ali e coda corte e testa e becco allungati.

La colorazione è di un brillante verde-azzurro su fronte, vertice e nuca, mentre dorso e ali sono azzurri (queste ultime con remiganti primarie più scure e tendenti al verdastro): la gola e la parte superiore del petto sono bianco-azzurrine, mentre la parte inferiore del petto, i fianchi e il ventre sono gialli con fitte striature laterali di colore nero. Nera è anche la banda che dai lati del becco raggiunge l'occhio e l'orecchio, mentre la parte centrale del ventre è di colore blu scuro, così come la coda. La femmina si presenta simile al maschio, ma manca dell'azzurro cefalico (la testa è giallo-arancio, con banda nera meno evidente) e ventrale, mentre l'azzurro dorsale sfuma nel verde oliva ed in generale i colori sono meno brillanti. In ambedue i sessi gli occhi sono bruni, le zampe sono di color carnicino ed il becco è nerastro.

## Biologia

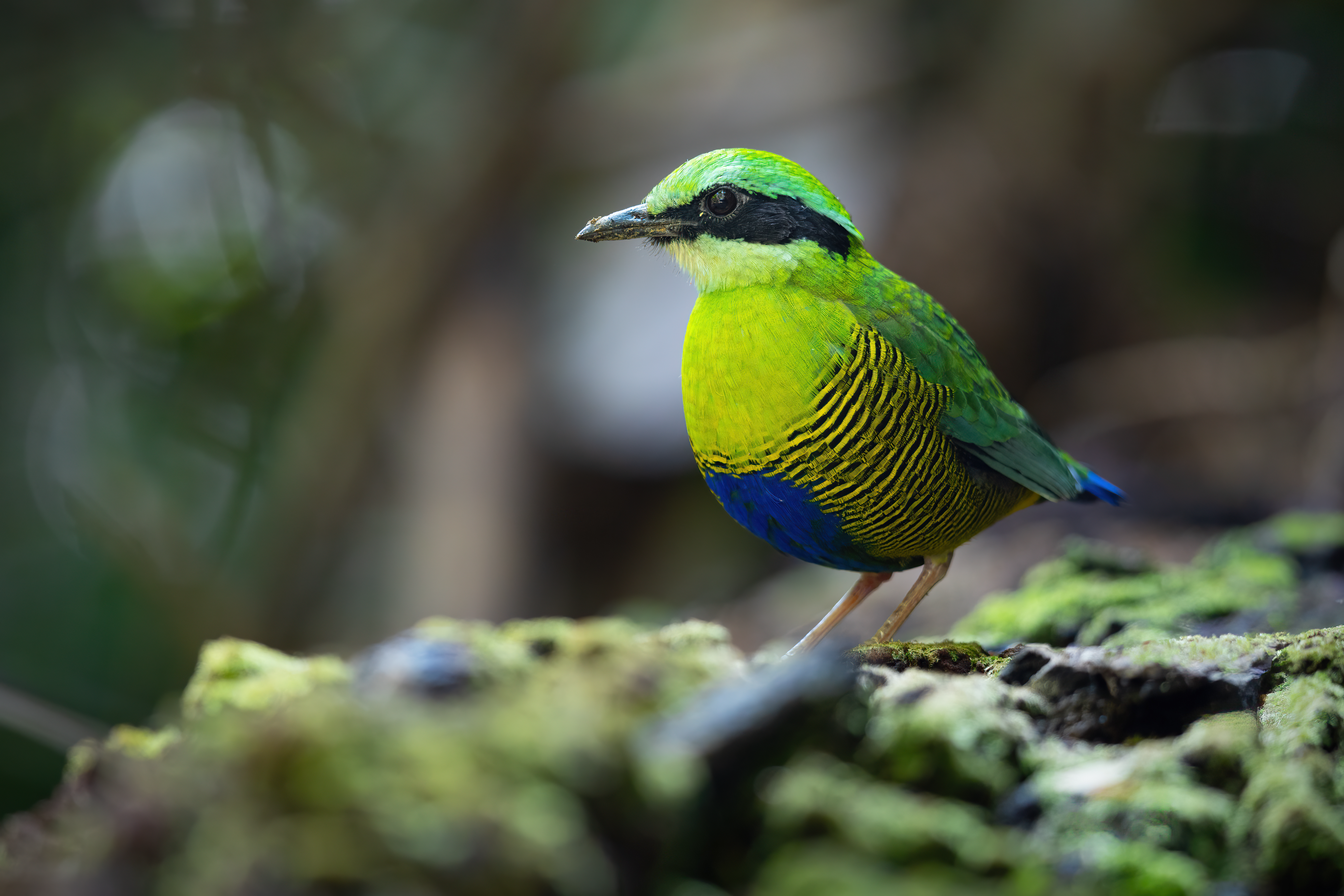
Un esemplare di pitta ventre a barre fotografata nel Cat Tien National Park in Vietnam.

### Comportamento
La pitta di Elliot è un uccello diurno e solitario, molto timido ma molto territoriale nei confronti dei conspecifici, che passa la maggior parte della giornata alla ricerca di cibo al suolo nel folto del sottobosco.

### Alimentazione
Si tratta di uccelli che basano la propria dieta su lombrichi e chiocciole: essi inoltre la integrano quando possibile con insetti e altri invertebrati di piccole dimensioni.

### Riproduzione
La riproduzione di questi uccelli non è stata finora descritta in natura, ma si ritiene tuttavia che non si discosti significativamente dal pattern seguito dalle altre specie di pitte.

## Distribuzione e habitat
La specie è diffusa in gran parte dell'Indocina, dal Laos settentrionale e al Tonchino a sud fino alla Cambogia e alla Cocincina centro-settentrionale: il suo habitat è rappresentato dalle aree di foresta pluviale primaria o secondaria con folto sottobosco.